# Lukenie
Lukenie – rzeka w Demokratycznej Republice Konga. Jest sub-dopływem rzeki Kongo, przez rzekę Kasai. Między Kole, a Kutu ma długość 792 km.
Swoje źródła bierze w pobliżu miasta Katako-Kombe. Płynie na zachód przez kongijskie lasy tropikalne, przepływa obok miast Lodja, Kole, Dekese i Bisenge. W Kutu wpada do Fimi.